# World Book Encyclopedia
World Book Encyclopedia es una enciclopedia en lengua inglesa. Según su editora en los Estados Unidos (World Book, Inc), es "la enciclopedia impresa más vendida del mundo". World Book Encyclopedia se considera una de las mejores enciclopedias generales que se encuentran actualmente en el mercado.
Su sede se encuentra en Chicago, Illinois. La primera edición (1917) contuvo ocho volúmenes. Desde entonces nuevas ediciones han aparecido cada año, excepto en 1920, 1924, y 1932, con revisiones importantes en 1930 (13 volúmenes), 1947 (18.000 ilustraciones), 1960 (20 volúmenes), y 1988.
World Book, Inc., es subsidiaria de la Scott Fetzer Company, que es a su vez subsidiaria de Berkshire Hathaway.